# Drosanthemum
Drosanthemum är ett släkte av isörtsväxter. Drosanthemum ingår i familjen isörtsväxter.

## Bildgalleri

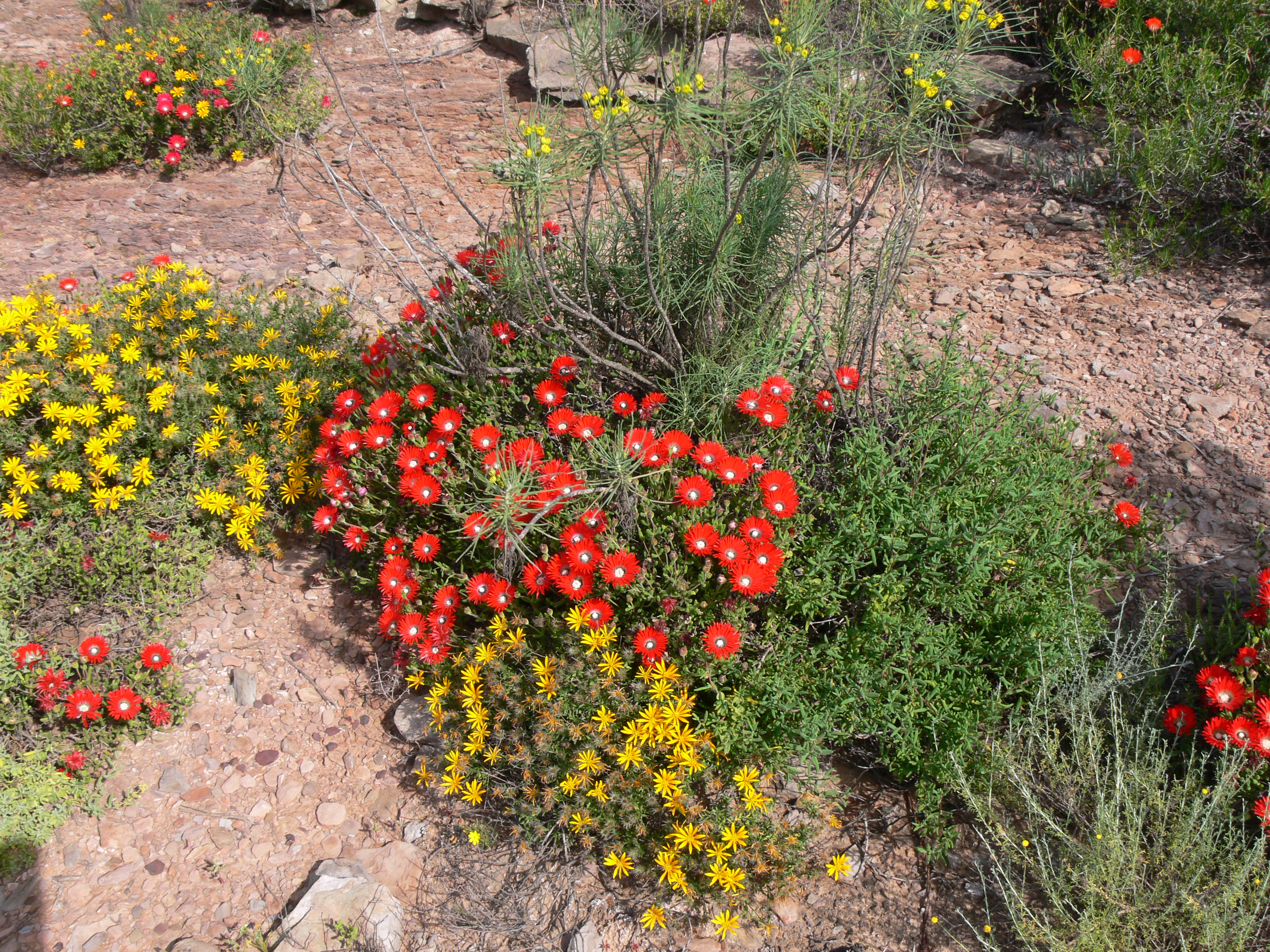
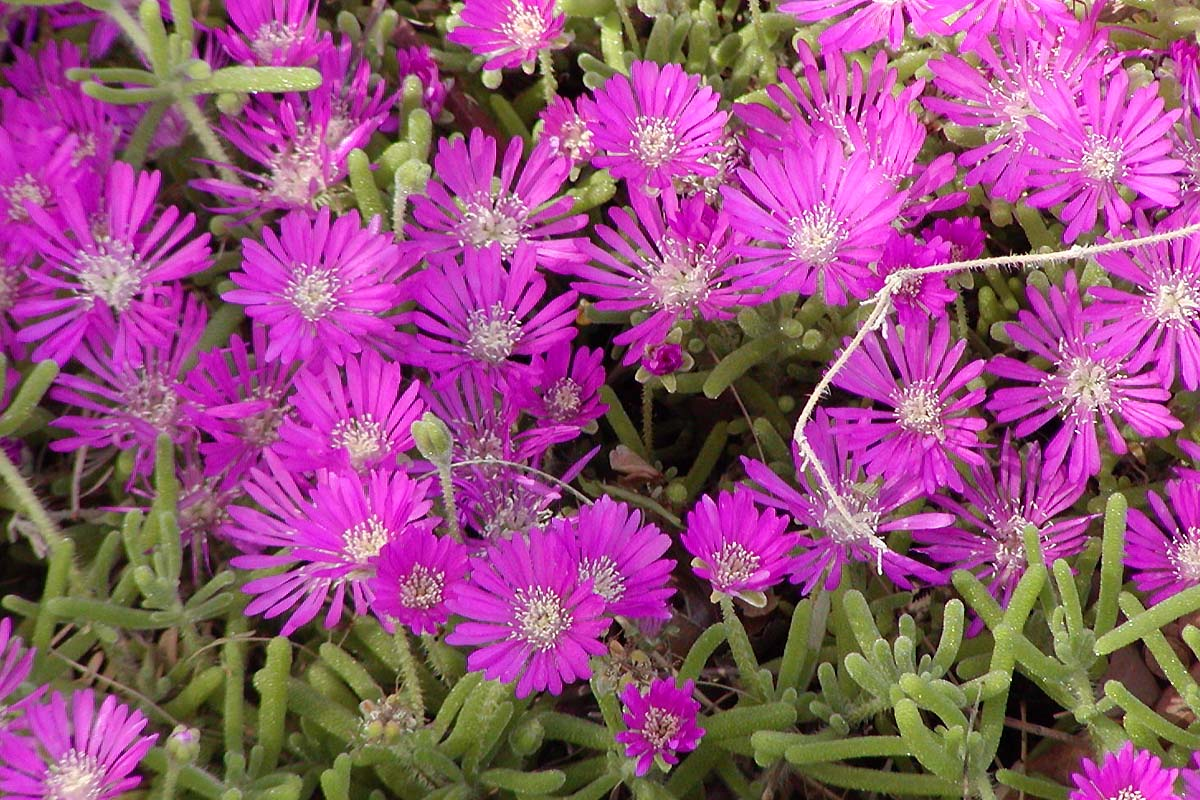
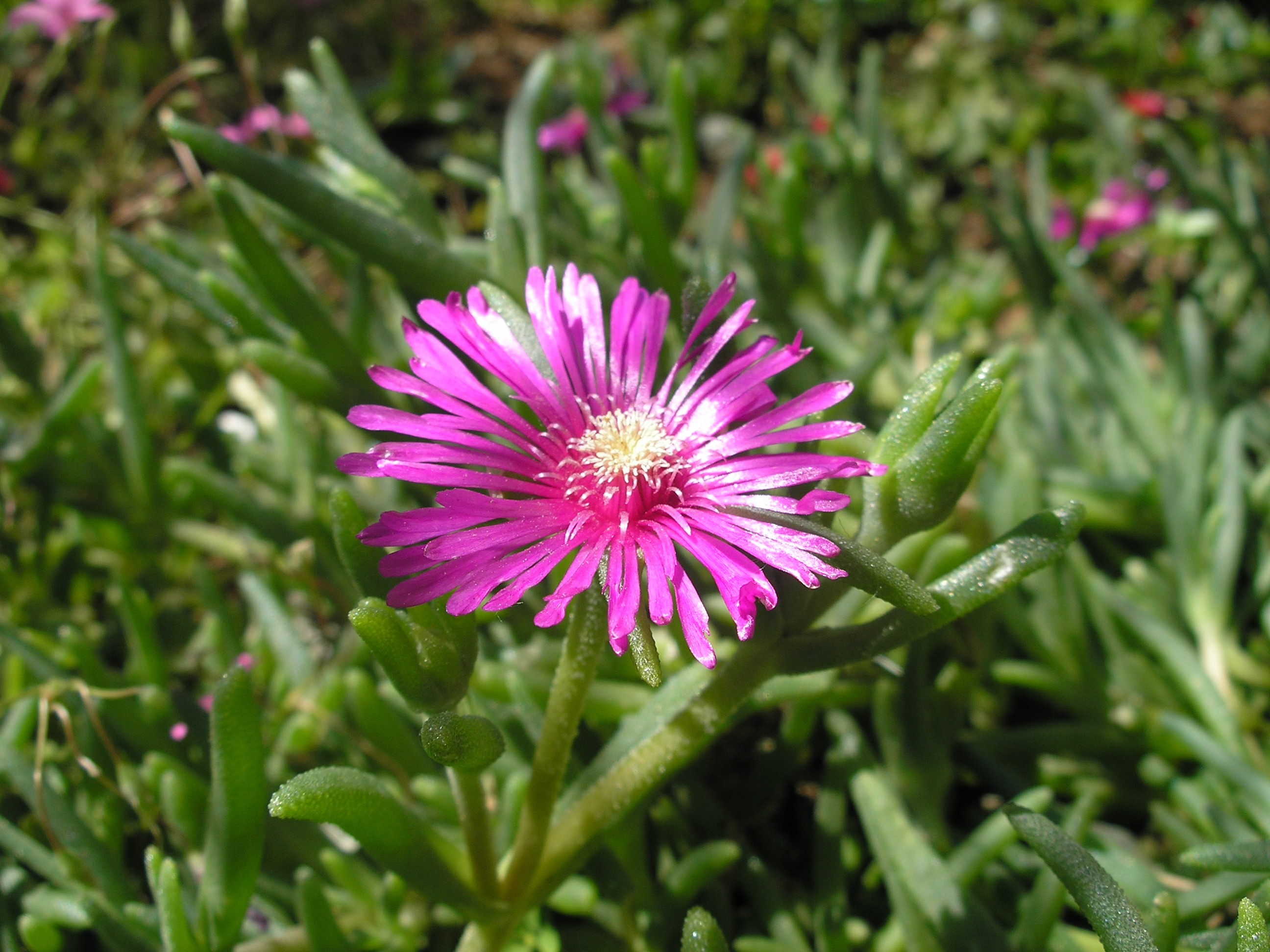
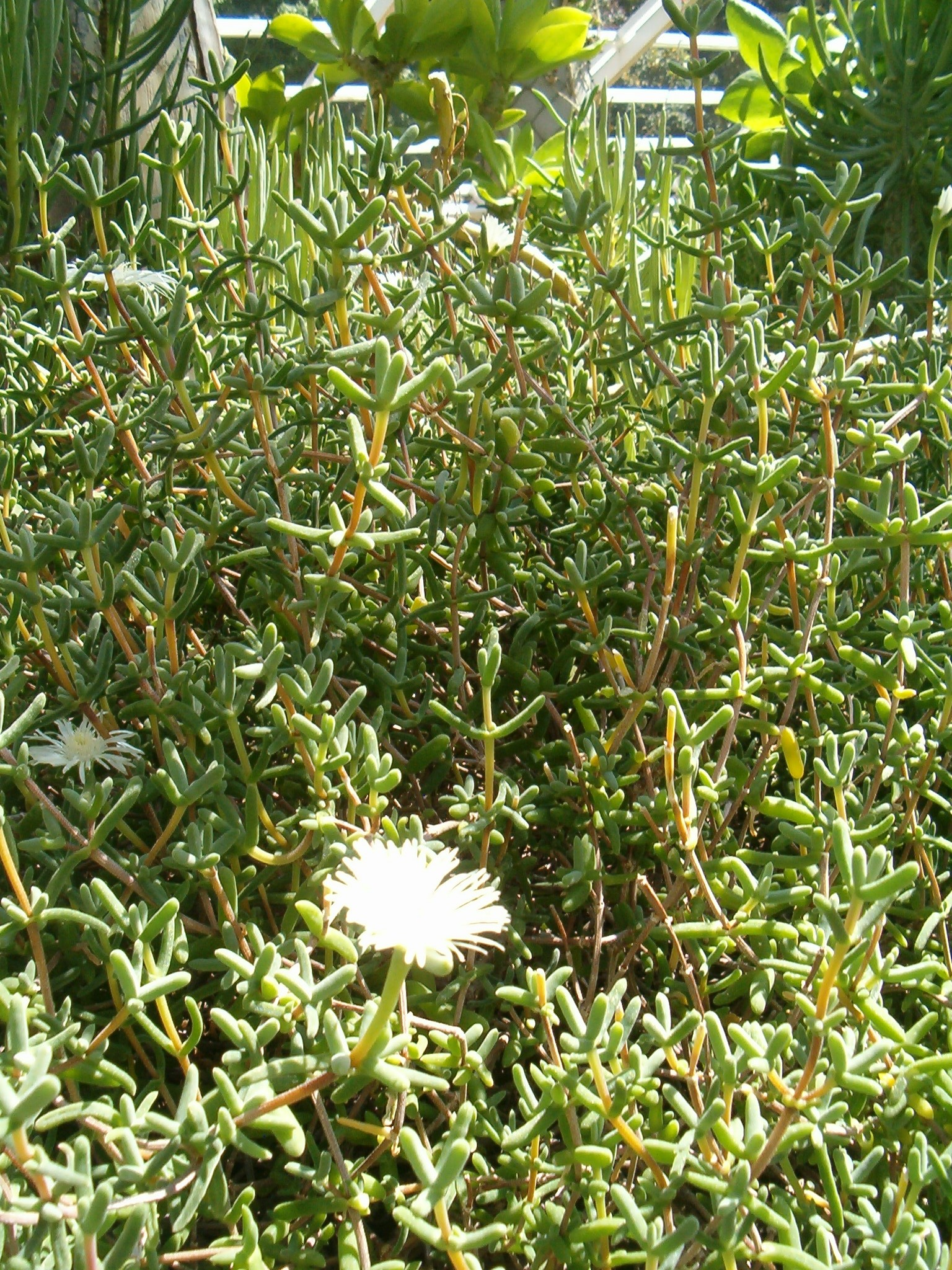
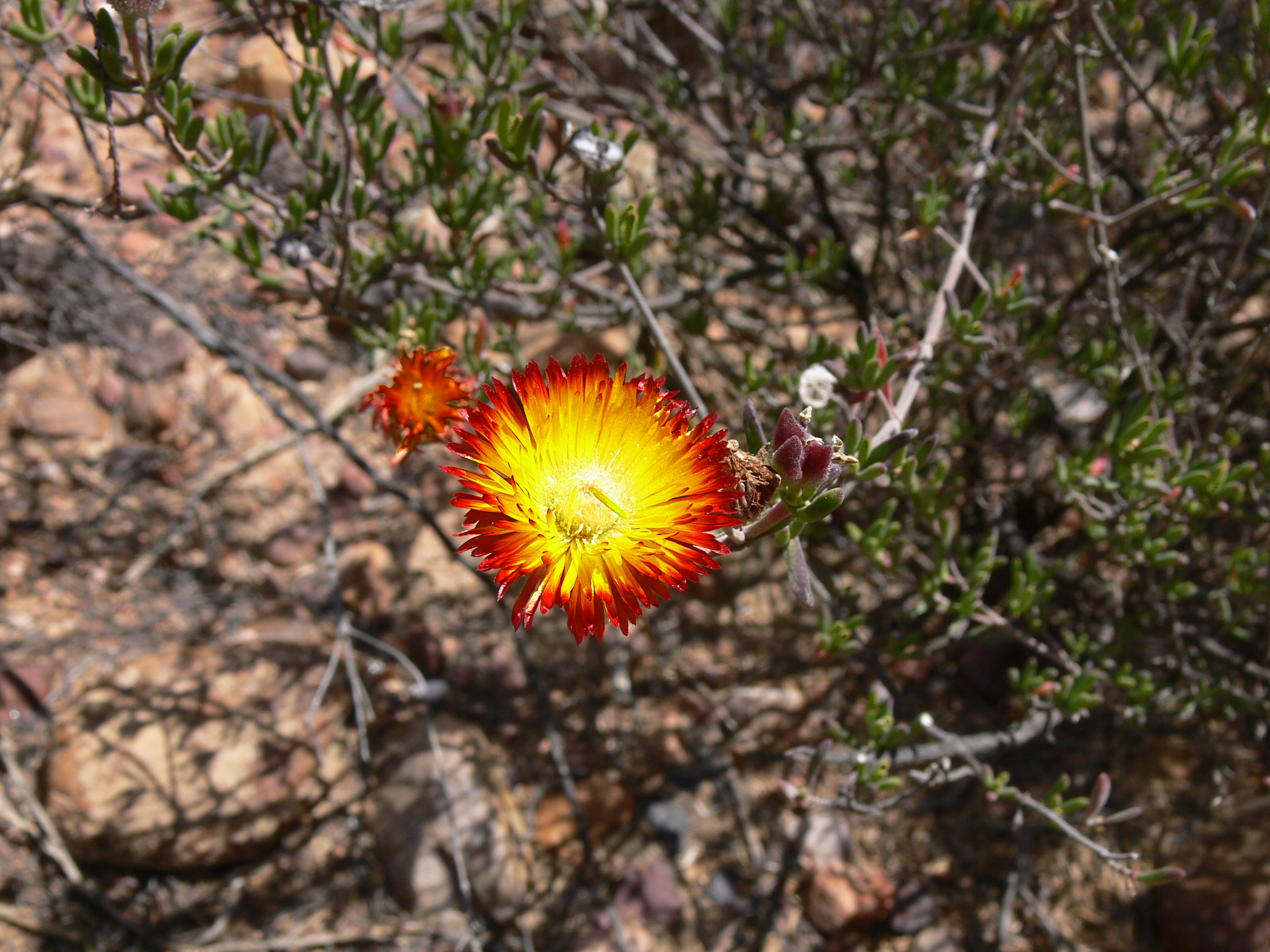
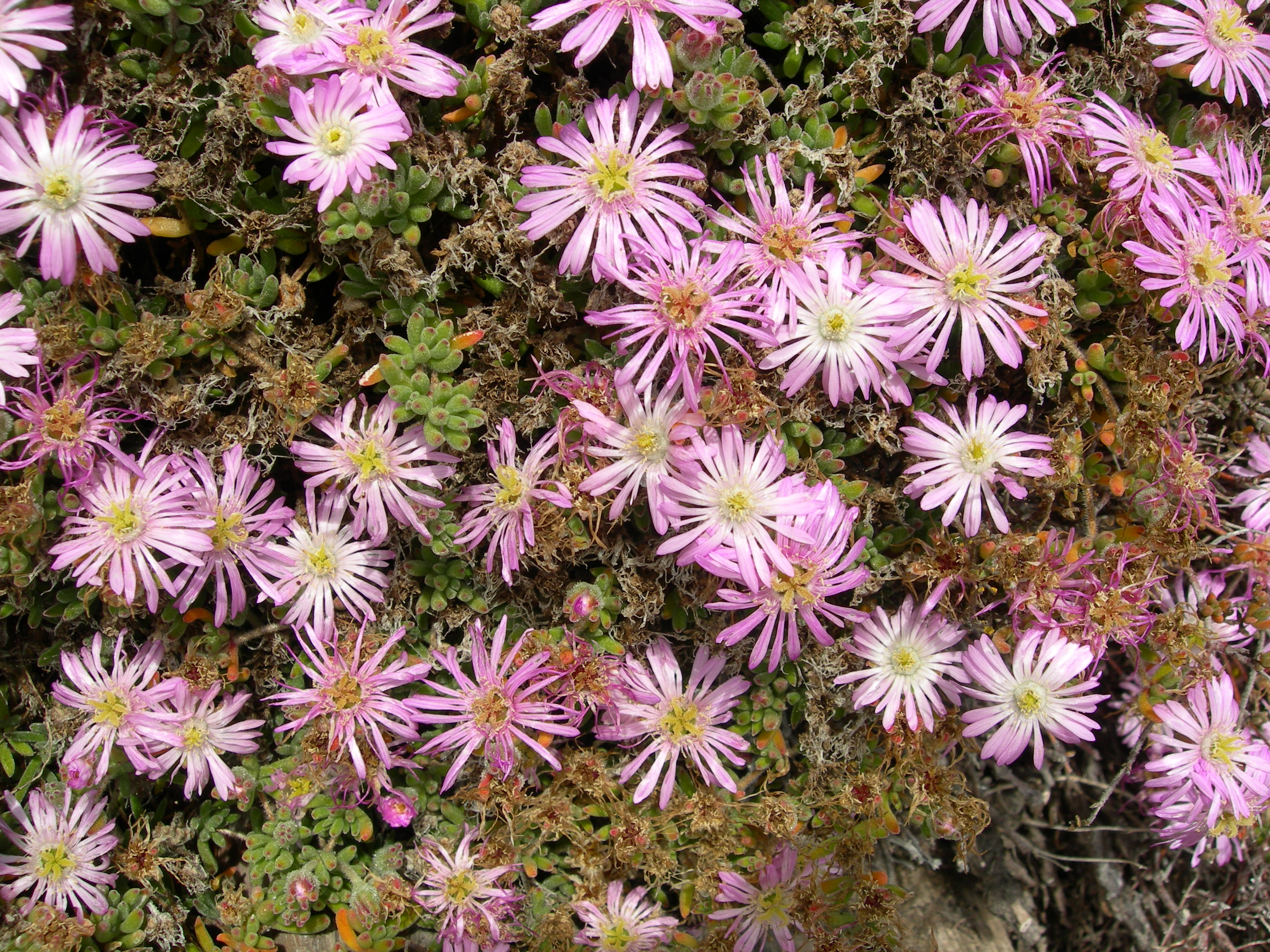

## Dottertaxa tillDrosanthemum, i alfabetisk ordning[1]
- Drosanthemum acuminatum
- Drosanthemum acutifolium
- Drosanthemum albens
- Drosanthemum albiflorum
- Drosanthemum ambiguum
- Drosanthemum anemophilum
- Drosanthemum anomalum
- Drosanthemum archeri
- Drosanthemum attenuatum
- Drosanthemum aureopurpureum
- Drosanthemum austricola
- Drosanthemum autumnale
- Drosanthemum barkerae
- Drosanthemum bellum
- Drosanthemum bicolor
- Drosanthemum boerhavii
- Drosanthemum breve
- Drosanthemum brevifolium
- Drosanthemum calycinum
- Drosanthemum candens
- Drosanthemum capillare
- Drosanthemum cereale
- Drosanthemum chrysum
- Drosanthemum collinum
- Drosanthemum comptonii
- Drosanthemum concavum
- Drosanthemum crassum
- Drosanthemum croceum
- Drosanthemum curtophyllum
- Drosanthemum cymiferum
- Drosanthemum deciduum
- Drosanthemum dejagerae
- Drosanthemum delicatulum
- Drosanthemum dipageae
- Drosanthemum duplessiae
- Drosanthemum eburneum
- Drosanthemum edwardsiae
- Drosanthemum erigeriflorum
- Drosanthemum exspersum
- Drosanthemum filiforme
- Drosanthemum flammeum
- Drosanthemum flavum
- Drosanthemum floribundum
- Drosanthemum fourcadei
- Drosanthemum framesii
- Drosanthemum fulleri
- Drosanthemum giffenii
- Drosanthemum glabrescens
- Drosanthemum globosum
- Drosanthemum godmaniae
- Drosanthemum gracillimum
- Drosanthemum hallii
- Drosanthemum hirtellum
- Drosanthemum hispidum
- Drosanthemum hispifolium
- Drosanthemum inornatum
- Drosanthemum insolitum
- Drosanthemum intermedium
- Drosanthemum jamesii
- Drosanthemum karrooense
- Drosanthemum latipetalum
- Drosanthemum lavisii
- Drosanthemum laxum
- Drosanthemum leipoldtii
- Drosanthemum leptum
- Drosanthemum lignosum
- Drosanthemum lique
- Drosanthemum longipes
- Drosanthemum luederitzii
- Drosanthemum macrocalyx
- Drosanthemum maculatum
- Drosanthemum marinum
- Drosanthemum mathewsii
- Drosanthemum micans
- Drosanthemum muirii
- Drosanthemum nordenstamii
- Drosanthemum oculatum
- Drosanthemum opacum
- Drosanthemum pallens
- Drosanthemum papillatum
- Drosanthemum parvifolium
- Drosanthemum pauper
- Drosanthemum pickhardii
- Drosanthemum praecultum
- Drosanthemum prostratum
- Drosanthemum pulchellum
- Drosanthemum pulchrum
- Drosanthemum pulverulentum
- Drosanthemum quadratum
- Drosanthemum ramosissimum
- Drosanthemum salicola
- Drosanthemum schoenlandianum
- Drosanthemum semiglobosum
- Drosanthemum speciosum
- Drosanthemum splendens
- Drosanthemum stokoei
- Drosanthemum striatum
- Drosanthemum strictifolium
- Drosanthemum subclausum
- Drosanthemum subcompressum
- Drosanthemum subplanum
- Drosanthemum subspinosum
- Drosanthemum tardum
- Drosanthemum thudichumii
- Drosanthemum tuberculiferum
- Drosanthemum uniondalense
- Drosanthemum vandermerwei
- Drosanthemum vespertinum
- Drosanthemum wittebergense
- Drosanthemum worcesterense
- Drosanthemum zygophylloides